# Sambung (Godong)
Sambung is een bestuurslaag in het regentschap Grobogan van de provincie Midden-Java, Indonesië. Sambung telt 4149 inwoners (volkstelling 2010).